# Lissie

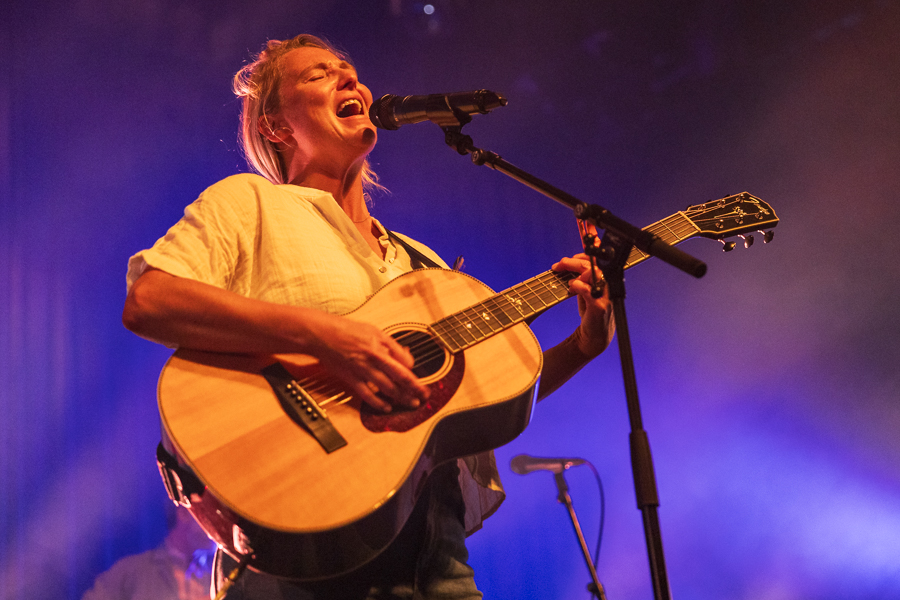
Lissie in Oslo (2023)

Lissie (* 21. November 1982 in Rock Island, Illinois als Elisabeth Corrin Maurus) ist eine US-amerikanische Folk-Rock-Singer-Songwriterin. 

## Leben und Karriere
Lissie wurde 1982 in Rock Island, Illinois geboren und wuchs dort auf. Sie ist die Tochter eines Arztes und einer Raumgestalterin. Sie interessiert sich für das Singen und die Musik seit ihrer Kindheit. Sie spielte die Hauptrolle im Musical Annie im Alter von neun Jahren.
Sie verbrachte zwei Jahre an der Colorado State University in Fort Collins. In dieser Zeit spielte sie im Vorprogramm verschiedener Musiker, die in der Stadt auftraten. Lissie arbeitete mit DJ Harry von SCI Fidelity Records zusammen am Lied All My Life, das im Fernsehen bei Dr. House, O.C., California, Veronica Mars und Wildfire lief. Nach einem Auslandssemester in Paris brach sie ihr Studium ab, um ihre Musikkarriere weiterzuverfolgen. 2007 produzierte sie eine EP mit vier Liedern, die auch beim Radiosender KCRW-FM aus Santa Monica, Kalifornien in der Sendung Morning Becomes Eclectic gespielt wurden.
Anfang 2008 lud Lenny Kravitz sie ins Vorprogramm seiner Love Revolution Tour ein. Zuvor hatte ihn ein Freund auf Lissies MySpace-Seite hingewiesen. Im gleichen Jahr erreichte The Longest Road, ein Lied, das sie zusammen mit Morgan Page schrieb, Platz 4 der Billboard Hot Dance Club Songs. Wir trafen uns in der Absicht, dass er eines meiner Lieder remixt. […] Aber dann entschieden wir, ein völlig neues Lied aufzunehmen, sagte Lissie zur Quad-City Times. Der Deadmau5-Remix von The Longest Road wurde 2009 für einen Grammy in der Kategorie Best Remixed Recording, Non-Classical nominiert.
Im November 2009 veröffentlichte sie ihre EP Why You Runnin’ auf dem Independent-Label Fat Possum Records. Why You Runnin’ wurde produziert von Bill Reynolds, einem Mitglied der Indie-Rockband Band of Horses. Ihr Debütalbum Catching a Tiger wurde im Juni 2010 bei Columbia Records veröffentlicht. Im November 2011 veröffentlichte Lissie ihre EP Covered Up with Flowers bei Fat Possum Records. Diese EP ist eine Sammlung fünf verschiedener Coversongs. Darunter befinden sich mit Bad Romance von Lady Gaga, Pursuit of Happiness von Kid Cudi und Nothing Else Matters von Metallica drei Lieder, die Lissie bereits im Rahmen ihrer Liveauftritte spielte. Zudem enthält Covered Up with Flowers zwei neue Coversongs. Das sind zum einen Games People Play von Joe South und zum anderen The Ship Song von Nick Cave.
Im Oktober 2013 erschien Lissies zweites Studioalbum Back to Forever, im Februar 2016 mit My Wild West das dritte Album und im März 2018 dann Castles. 
Bei ihren Auftritten übernimmt Lissie Gesang und Gitarrenspiel.
Lissie lebte bis 2015 in Ojai (Ventura County, Kalifornien), einer Kleinstadt einhundert Kilometer nordwestlich von Los Angeles, seither auf einer 4-Hektar-Farm in Iowa.

## Diskografie

### Alben
- Catching a Tiger (2010)
- Back to Forever (2013)
- My Wild West (2016)
- Castles (2018)
- When I’m Alone: The Piano Retrospective (2019)
- Carving Canyons (2022)

### Livealben
- Live at Shepherd’s Bush Empire (2011)
- Live at Union Chapel (2016)

### EPs
- Lissie (2007/2013)
- Why You Runnin’ (2009)
- Covered Up with Flowers (2011)
- Love in the City (2013)
- Cryin’ to You (2014)
- Sad (2022)

### Singles
- In Sleep (2010)
- When I’m Alone (2010)
- Cuckoo (2010)
- Everywhere I Go (2010)
- Go Your Own Way (2012)
- Shameless (2013)
- Further Away (Romance Police) (2013)
- Sleepwalking (2013)
- Hero (2015)
- Don’t Give Up On Me (2015)
- Daughters (2016)
- Blood & Muscle (2017)
- Best Days (2018)

### Als Gastmusiker
- I’ve Been Losing You featuring Lissie mit a-ha, Album MTV Unplugged – Summer Solstice (2017)